# 竹蜻蜓 (哆啦A夢)

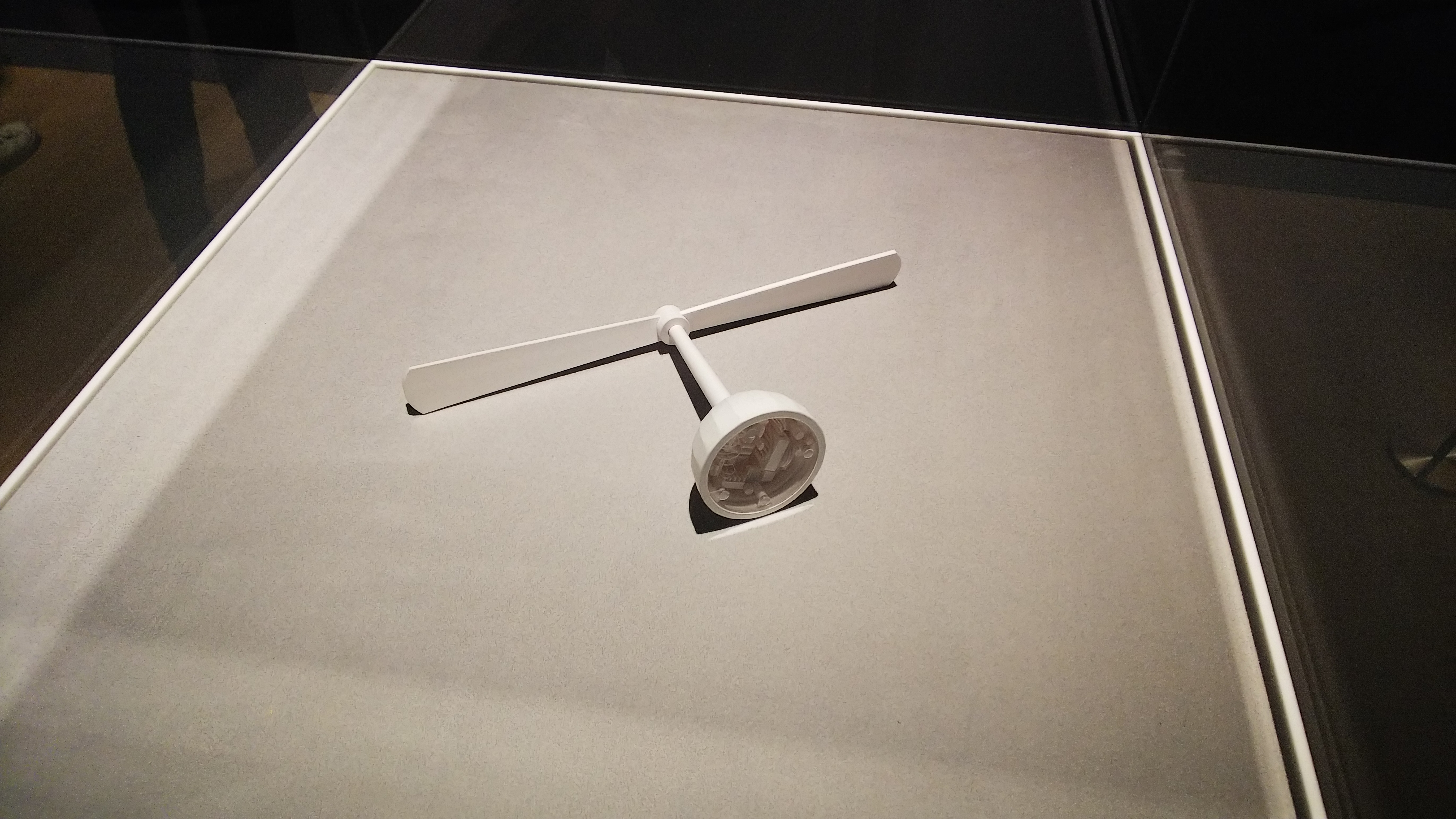
竹蜻蜓

竹蜻蜓（日語：タケコプター）是日本漫畫《哆啦A夢》中的一項道具，又稱竹蜻蜓飛行器（台灣大然版、中國大陆吉美版）、直升飞机（中国大陆旧译），能夠使人飛行，是哆啦A夢故事中第一個出現的道具，其使用率相當高，在1337回漫畫中出現375回。第1作中有另一名稱 - 直升蜻蜓，兩名稱一直並用，直至1979年製作電視動畫第2作才統一稱為竹蜻蜓。

## 構造
竹蜻蜓是一個橘黃色、外型類似童玩竹蜻蜓，但底下有圓形底座的物體（前期動畫與電影版戴上後要按按鈕，後期戴上即可立刻使用），內部裝有一個超小電池。當放置在人體上能夠使之以時速80公里連續在空中飛行8小時（某些情況是4小時）。如果是飛一會兒休息一會兒的話，電池就能夠維持更長的時間，飛行距離也更遠。
使用時可隨使用者想法以任何方向與動作任意飛行，也可在天上或海裡使用。但是在某些片段，沒電時休息20個小時還可繼續使用。
使用竹蜻蜓需要經過一定的練習，此外，即使不是安裝在頭頂上也能使用。

## 相似道具
哆啦A夢有許多道具都可以達到在天上飛行的效果，舉例如下：
- 泳圈煙斗與香煙

### 歷代版本
在2013年劇場版《大雄的秘密道具博物館》中有一段展示歷代竹蜻蜓的影片。最早的畫面是列奥纳多·达·芬奇的螺旋飛行器草圖。最初期的竹蜻蜓十分巨大，形同穿戴在身上的直升機，有三個螺旋槳，使用時必須穿戴防護服、手持操作桿來控制，且十分容易墜落。後來演變成雙手持式的巨大螺旋槳，但仍容易墜落。後來再演變成安全帽外型，僅需戴在頭上就能使用。最後演變成現在的外型，連小孩子也能輕鬆使用。

## 原理
有些人（如《空想科學讀本》）會以它的外表斷定它是以風力升起一個人，這個做法的成功機率極低，且會對使用的人的接觸位置造成傷害（如拉壞頭皮）。後來官方給出的解答為竹蜻蜓實際上是以反地心吸力上升，而且效力是作用於整件物件而不只是竹蜻蜓與物件接觸面。因此在《空想科學讀本》中有關哆啦A夢的結局並不會發生。